# Phyllonorycter scorpius
Phyllonorycter scorpius là một loài bướm đêm thuộc họ Gracillariidae. Nó được tìm thấy ở Tây Ban Nha.
Ấu trùng ăn Genista scorpius. They mine the thorns of their host plant.